# Общественно-политическая жизнь Армении в 1920—1930-х годах
Общественно-политическая жизнь Армении в 1920—1930-х годах - совокупность аспектов общественной жизни и внутренней политики в Армении в период после установления Советской власти и до начала второй мировой войны.

## Государственность
Государственная система, созданная в Социалистической Советской Республике Армения, не являлась суверенной, так как была лишена ряда функций, присущих подлинной независимости.
- не имела самостоятельных дипломатических отношений с зарубежными странами,
- не располагала национальными вооружёнными силами,
- не вела внешнеторговой деятельности.

Все эти функции выполнялись союзным правительством.
В ведении республиканской власти находились:
- управление народным хозяйством (при том, что часть ведущих промышленных предприятий находилась в союзном подчинении),
- контроль над исполнением законов и постановлений правительства,
- руководство местными органами власти, деятельность в области просвещения, культуры и т. д.

Однако и эти все функции выполнялись в строгом соответствии с установками центра.
В силу этих обстоятельств Армения в течение семи десятилетий советской власти может считаться Второй Республикой весьма условно.
Советская Армения не была суверенным государством, однако она сыграла очень важную роль в деле сохранения армянской государственности и развития национального самосознания. Несмотря на политические давления и репрессии Армения достигла больших успехов в хозяйственной, индустриальной и культурной жизни.
После советизации республика называлась  «Социалистическая Советская Республика Армения».  В 1922 году республика вошла с тем же названием в состав ЗСФСР, что еще более ограничивало возможности проведения независимой государственной политики. Только по конституции СССР 1936 года ЗСФСР была упразднена и Армения вошла в состав СССР непосредственно, как Армянская Советская Социалистическая Республика.
В марте 1937 г. IX чрезвычайный съезд Советов Армении принял новую Конституцию Армянской ССР, в которой нашли своё отражение социально‐экономические и политические изменения, происшедшие в армянском советском обществе за годы социалистического строительства. В июне 1938 г. в республике впервые, на основе новой Конституции Армянской ССР, были проведены выборы в Верховный Совет республики, а в следующем году — выборы в местные Советы.

## Восстание против советской власти в феврале 1921 года
Республика Армения стала советской 2 декабря 1920 года. По договору Армения была объявлена Независимой Советской Социалистической Республикой, где до созыва съезда Советов был организован временный военно-революционный комитет (ВРК), в руках которого была сконцентрирована вся власть. ВРК не должен был привлекать к ответственности офицерский состав армии Республики Армения за деятельность в период до становления Советской власти, а также не должен был преследовать АРФД и другие социалистические партии, т.е. эсеров и социал-демократов. Согласно другим пунктам Договора, новая власть принимала на себя обязанности решения ряда территориальных вопросов, в том числе региона Карса, провинции Сурмалу и Зангезура. Однако советская влась оказась неспособной решить эти вопросы. Впоследствии выяснилось, что в начале 1921 г. готовилось заключение Московского договора, которым большевики уступали Турции регион Карса, провинцию Сурмалу, Ардаган и Артвин. Этим же договором Нахичевань перешла Азербайджану.
С первых дней ВРК начал вести политику военного коммунизма, который, согласно советской историографии, был направлен на присвоение избытков продовольствия у населения для нужд Красной Армии. И так как всё это проходило неорганизованно, а исполнителями часто оказывались случайные люди и попросту разбойники, то вскоре эта политика превратилась в настоящий грабеж. Под лозунгом присвоения избытка продовольствия чиновники-большевики врывались в незащищенные дома населения и отнимали всё, что хотели. Были ограблены даже склады для нужд сиротских домов. Всё это привело к тому, что народ, который в период Первой Республики постепенно поднимался на ноги, вновь оказался в состоянии голода.
Еще в конце января 1921 г. АРФД сконцентрировала свои вооруженные отряды у подножия горы Арагац, в Нижнем Ахте, Баш-Гарни, Новом Баязете, Эчмиадзине и Даралагязе. В начале февраля со всех уголков страны до Еревана доходили вести о том, что повсеместно начинаются выступления стихийного характера, и что всенародное восстание неизбежно. 9-10 февраля в Ереване прошли новые массовые аресты, в числе арестантов были Оганес Каджазнуни, Левон Шант, Никол Агбалян и другие.
12 февраля Центральный Комитет Компартии Армении объявил о том, что классовый враг «должен быть уничтожен». В ночь на 18 февраля в тюрьме были вырезаны более пятидесяти арестантов, в числе которых были полководцы Амазасп Срвандзтян и полковник Горганян.
18 февраля на рассвете восставшие силы Котайка заняли Канакер и к утру освободили Ереван. Жители столицы вышли на улицы с пением гимна Республики «Мер Айреник» («Наша Родина»). Они двинулась к зданию Советов, откуда направились освобождать заключенных.
В этот же день было организовано временное революционное правительство во главе с Симоном Врацяном. Комитету подчинялись освобожденные от большевиков районы Котайка, Ахты, Нового Баязета, Аштарака и Эчмиадзина.
Временное правительство продержалось лишь до 2 апреля 1921 года, когда восставшие силы под давлением Красной Армии через Баш-Гарни перешли в Зангезур, в Республику Горная Армения, во главе с Гарегином Нжде.
В современном периоде ведущие деятели АРФД предлагали обявить 18 февраля национальным праздником.

## Роль Компартии Армении в 1920—1930-х гг. в обществе
Уже на протяжении 1920—1930-х гг в Армении, как и во всём СССР, установилась командно-административная система, ядром которой являлась коммунистическая партия. Осуществляя по существу все функции государственного управления, мероприятия в области социально-экономического развития, разрабатывая внешнюю и внутреннюю политику государства, зачастую подменяя собой соответствующие органы государственного и хозяйственного управления, компартия превратилась в государственную структуру, подчинившую себе все сферы жизни общества. Однопартийная система привела к удушению декларированной конституцией демократии. Как и во всём Союзе, выборы Советов всех уровней стали фикцией, поскольку состав Советов заранее определялся партийными органами, а сами выборы были лишены состязательности кандидатов.

### Влияние компартии на людей
Коммунистическая партия использовала все средства — печать, школу, культуру и т. д. — для распространения и утверждения коммунистической идеологии, теории марксизма-ленинизма, признанной «единственно верной и всепобеждающей».  В 1920—1930-х гг. в организациях Компартии Армении, повторяя разработанный в центре сценарий, велась борьба против троцкизма, различных «уклонов» от генеральной линии партии, проводились чистки рядов Компартии Армени. Внутри партии довольно быстро сформировался слой партийных функционеров разного уровня; часть их, будучи фанатично преданной идее, стала невольным её заложником, а другая часть была представлена людьми, стремившимися использовать в своих корыстных интересах принадлежность к партийному руководству. Коммунистическая партия Армении, как и всего СССР считалась партией рабочего класса, соблюдала классовый принцип пополнения своих рядов. Тем не менее в Компартии Армении состояло немало интеллигентов, часть которых вступила в неё не по убеждению, а лишь рассматривая принадлежность к правящей партии условием личной безопасности и благополучия. Известно, что эти расчёты не оправдались: незаконные репрессии, осуществлявшиеся тоталитарной системой, коснулись и значительной части коммунистов.

### Численность членов Компартии Армении в 1920—1930-х гг.
На протяжении 1920—1930-х гг. наблюдался рост численности Компартии Армении: если к моменту установления советской власти (1920 г.) в рядах партии состояли 8,2 тыс. человек, то к 1930 г. — 12,2 тыс., а в течение следующего десятилетия численность коммунистов возросла более чем в 2,5 раза, то есть около 30 тыс. человек. В полном подчинении Компартии Армении находились профсоюзы, комсомол, общественные организации Армении.
C 1922 по 1937 года в Армянской ССР регулярно созывались съезды советов (всего было проведено 9 съездов), а с 1937 г., после принятия новой Конституции АрмССР (она повторяла положения «Сталинской конституции» 1936 г.) — сессии Верховного совета. Решения по всем рассматриваемым вопросам принимались, как правило, единогласно; во всяком случае, не зафиксировано ни одного случая несогласия или просто действенной критики в отношении предлагавшихся решений. Иначе и не могло быть, поскольку все решения заранее предопределялись высшими партийными инстанциями. Отсутствие формальной демократии преподносилось официальной пропагандой как свидетельство «нерушимого единения партии и народа».

### Волна репрессий в 1930-х гг.

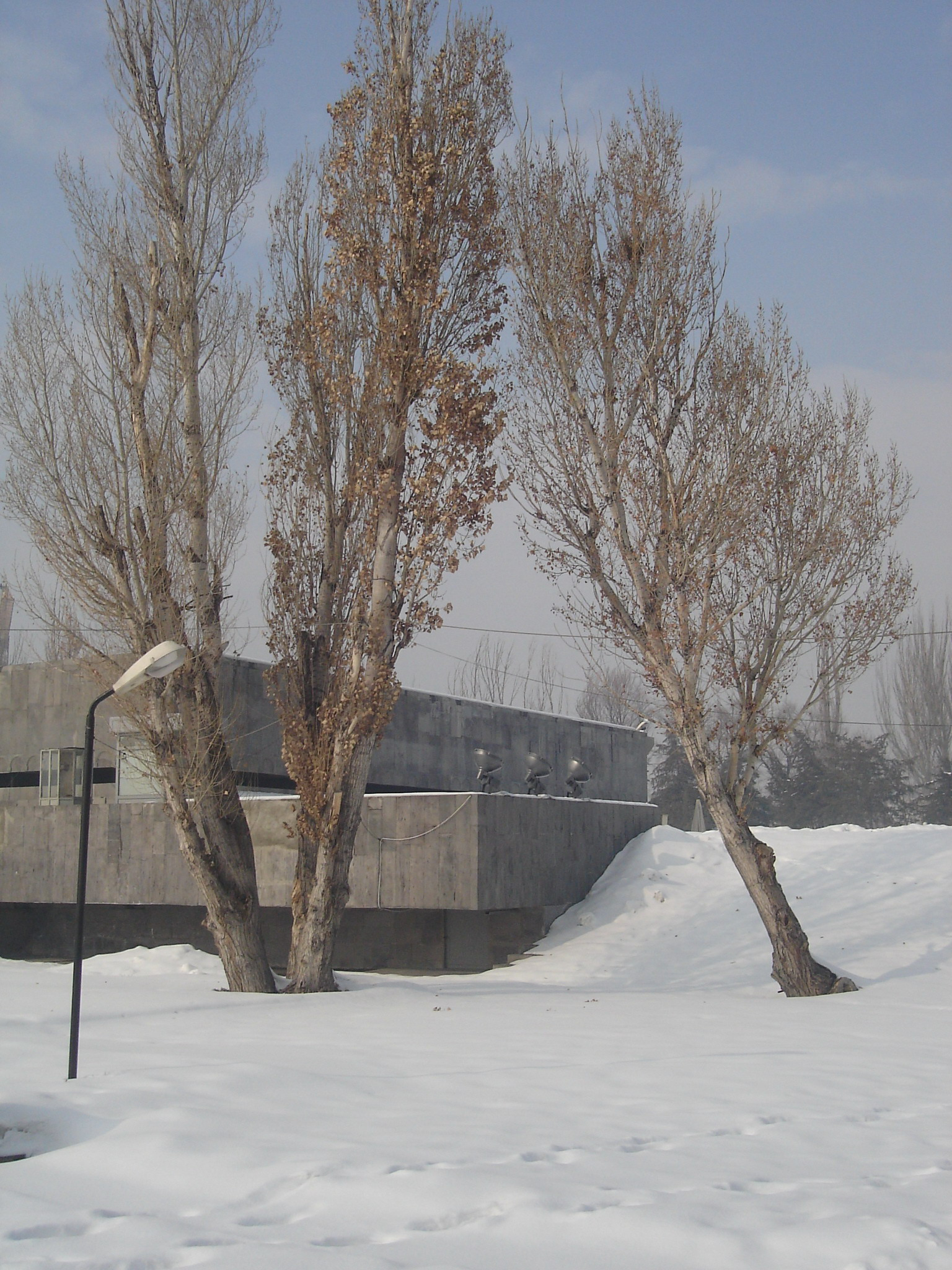
Мемориал безвинно репрессированным в Ереване

В условиях тоталитарной системы были неизбежны произвол, подавление инакомыслия, жестокие репрессии. Выше отмечалось, что репрессии в Армении начались уже с 1920-х гг. Следующая волна репрессий прокатилась в первой половине 1930-х гг. и была напрвлена против крестьян, признанных «кулаками» и противниками проводящейся политики коллективизации сельского хозяйства. В результате были «раскулачены» и высланы за пределы Армении несколько тысяч крестьян и членов их семей — из числа не только имущих, но и середняков. Своего апогея репрессии, как и во всём союзе, так и во всей Армении, достигли во второй половине 1930-х гг., в условиях расцвета культа личности И. Сталина.
Во второй половине 30‐х гг. были допущены нарушения социалистической законности, выразившиеся в необоснованных репрессиях многих видных партийных и советских деятелей, работников производства, науки, литературы и искусства.
«Расцвет культа личности И. Сталина», часто упоминаемый для обозначения этого периода по мнению некоторых исследователей на самом деле «является спасительной теорией, выдвинутой верхушкой Коммунистической партии для того, чтобы возложить вину на конкретного человека и его пособников. Иными словами, поскольку вина возлагалась на них, в целом она снималась с Коммунистической партии и режима».
«Особая тройка НКВД» состояла из главы НКВД, секретаря обкома и прокурора. Ежов утверждал эти кандидатуры лично, поименно, специальным приказом по всей стране. По Армянской ССР: председатель – Мугдуси, члены: Миквелян, Тернакалов.
В июле 1936 г. в Тифлисе был убит первый секретарь ЦК КП (б) Армении Агаси Ханджян, пользовавшийся большим авторитетом в Армянской ССР. Это политическое убийство, совершённое по указанию секретаря Завкавказского комитета ВКП(б) Л. Берия, ставшего вскоре наркомом внутренних дел СССР, послужило сигналом к массовым репрессиям в Армении. Были арестованы тысячи невинных людей — специалисты различных отраслей экономики, работники государственных учреждений, военнослужащие, писатели, учёные, деятели культуры и др. Разгул произвола во многом стимулировало письмо Иосифа Сталина, адресованное руководству Армянской Республики с обвинениями в попустительстве «врагам армянского народа». Это письмо в сентябре 1937 г. доставили в Ереван член Политбюро ЦК ВКП(б) Анастас Микоян и заведующий отделом ЦК ВКП(б) Георгий Маленков, потребовавшие от руководства Армении усилить борьбу против «врагов народа». Были арестованы писатели Е. Чаренц, А. Бакунц, Г. Маари др., литературовед П. Макинцян, деятели культуры Н. Степанян, А. Егизарян, инженер-гидротехник И. Тер-Аствацатрян, ученый Тадевос Авдалбегян, многие руководящие партийные и государственные деятели Советской Армении, в том числе все остававшиеся в живых бывшие первые секретари ЦК Компартии Армении, члены бывшего Ревкома Армении, главы правительства республики, тысячи специалистов различных отраслей народного хозяйства, просвещения, культуры и искусства. Репрессии коснулись и духовенства. Сотни священнослужителей были арестованы, многие расстреляны. В 1938 г. агентами карательных органов был умерщвлён Католикос всех армян Хорен I Мурадбегян.
Генералы-герои Сардарапатской битвы, Мовсес Силикян и Христофор Араратов, были расстреляны в Норкском ущелье отказавшись перед расстрелом надеть повязки на глаза.
Общее число репрессированных достигло 25 тыс. невинных душ; примерно половина из них была расстреляна, остальные по приговорам интенсивно работавших «троек», то есть фактически без суда и следствия, были заключены в концентрационные лагеря, во множестве имевшиеся в СССР.
Особенно тяжелым было положение армян, которые до этого были турецкоподданными. Люди, пережившие геноцид, в Армении приговаривались к максимальному наказанию – расстрелу, или, в лучшем случае, ссылке в Сибирь, просто потому, что родились в Турции.
К рубежу 1940-х гг. тоталитарная система в Армении, как и во всём СССР, унеся жизни множества десятков тысяч невинных людей по всей Армении подошла окрепшая, обновившая свои звенья работниками-исполнителями новой, «сталинской» формации.

### Память о репрессиях
В Армении 14 июня (день депортации в 1949 году в Алтайский край около 15 000 армян только из Армении) отмечается День памяти безвинно репрессированных.
Сталинские репрессии в постсоветской Армении официально осуждены и представлены в ландшафте «твердой» памяти в виде мемориального камня, а затем и комплекса (открытого в 2007 году, архитектор Дж. Торосян).
Законом от 1994 года репрессированным и их потомкам были выделены социальные льготы.
Разрабатывается концепция музея жертв сталинских репрессий.
Национальный архив Армении планирует до 2020 года опубликовать первый том сборника документов о жертвах сталинских репрессий.

## Образование и наука

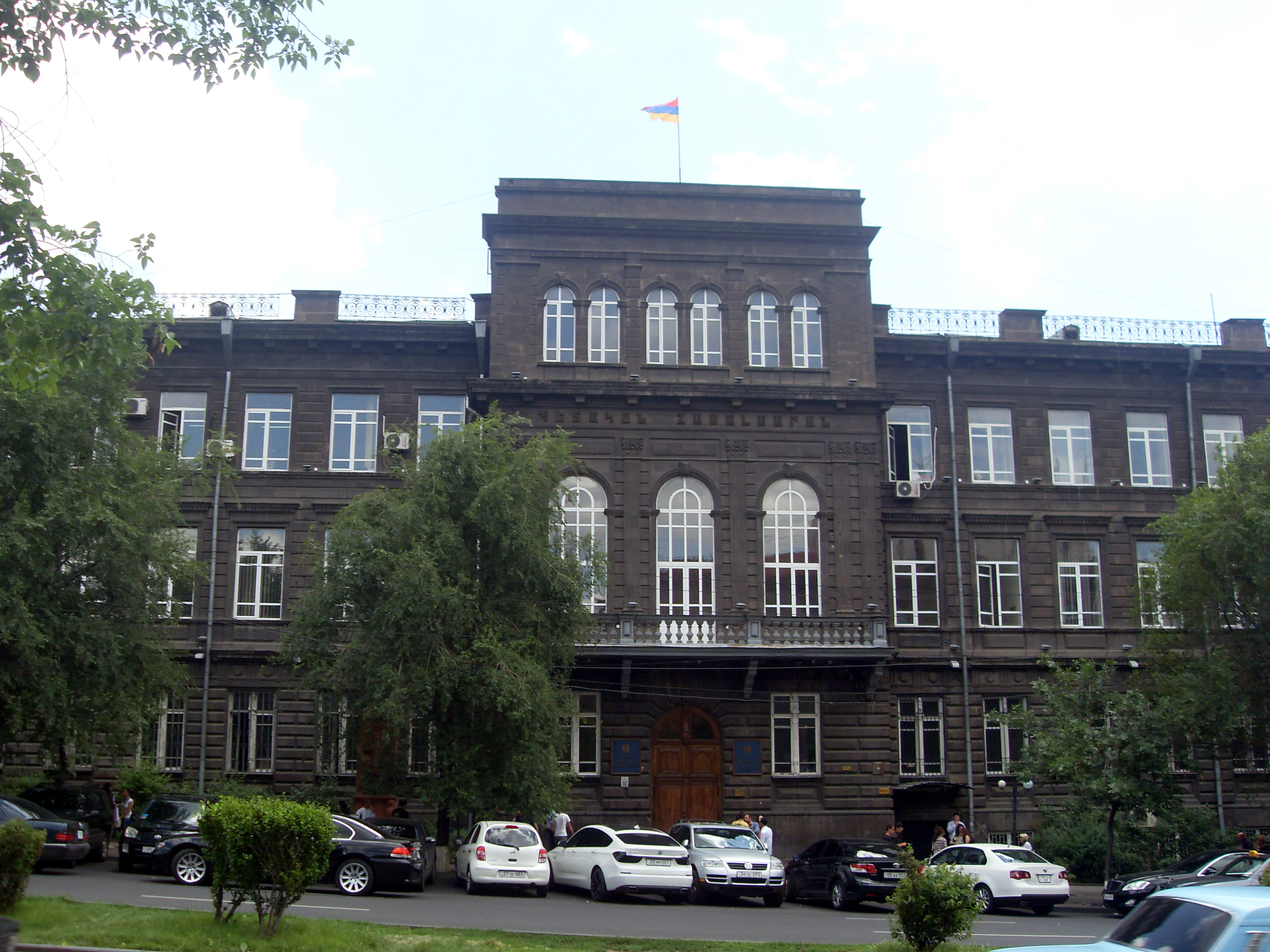
Бывший центральный корпус Ереванского Госуниверситета (ныне один из его факультетов).

В сентябре 1921 г. правительство республики издало декрет о ликвидации неграмотности. В эту большую и трудоёмкую работу включились органы народного просвещения, общественные организации, ячейки Коммунистической партии и комсомола, профсоюзы. Фактически ликвидацией неграмотности занималось всё грамотное население республики. За 1921–1940 гг. в Армении было обучено грамоте около 1 миллиона неграмотных и малограмотных, т. е. подавляющее большинство трудящихся. По данным переписи 1897 г. доля грамотных среди взрослого населения Армении составлял 9,2%; в 1926 г.— уже 38,7%, а перепись 1939 г. показала, что процент грамотных достиг 83,9%. Грамотность городского населения в то же время повысилась с 38,9 % (в 1897 г.) до 91,9 % (в 1939 г.).
В начале 30‐х гг. на базе факультетов Ереванского государственного университета,  были созданы сельскохозяйственный, медицинский, политехнический, педагогический институты; ранее были открыты зооветеринарный институт и консерватория.
Одновременно создавались первые научно‐исследовательские учреждения республики. В 1921 г. в Вагаршапате был основан научный институт, преобразованный в 1925 г. в Институт науки и искусства Армении. Это было научное учреждение академического типа. В институт входили действительные члены и члены‐корреспонденты, избираемые сроком на три года. В утверждённый правительством первый состав действительных членов Института науки и искусства входили видные учёные и деятели искусства: химики Левон Ротинян, Папа Калантарян и Акоп Иоаннисян; медики Амбарцум Кечек, Ваан Арцруни; историки Акоп Манандян, Лео, Ашот Иоаннисян, этнограф Ерванд Лалаян, археолог Ашхарабек Калантар; лингвисты Рачья Ачарян, Григор Капанцян и другие; литературоведы Манук Абегян, Арсен Тертерян, Цолак Ханзадян, Гайк Гюликехвян и другие; писатели Егише Чаренц и Дереник Демирчян; художник Мартирос Сарьян, композиторы Александр Спендиарян и Романос Меликян; театральные деятели Аршак Бурджалян, Левон Калантар и другие. На Институт науки и искусства была возложена работа по развитию в республике естественных, технических и гуманитарных наук. Преобладающим в деятельности Института, который просуществовал до 1930 г., являлась разработка вопросов общественных наук, что объясняется наличием высококвалифицированных кадров учёных и сложившихся определённых традиций в этой области. Один за другим стали создаваться научно‐исследовательские учреждения различного профиля — Институт сельского хозяйства, Институт защиты растений, Институт геологии, Институт сооружений и др. К началу 30‐х гг. в республике уже имелось около 40 научных учреждений.
Важным событием в научной жизни Армении явилась организация в феврале 1935 г. Армянского филиала Академии Наук СССР, который стал объединяющим центром научных сил республики. В состав филиала была включена большая часть научно‐исследовательских учреждений. В течение 30‐х годов Армянский филиал АН СССР превратился в один из ведущих центров науки страны. В 1938 г. председателем Армянского филиала АН СССР стал крупнейший советский востоковед академик Иосиф Орбели.

## Архитектура

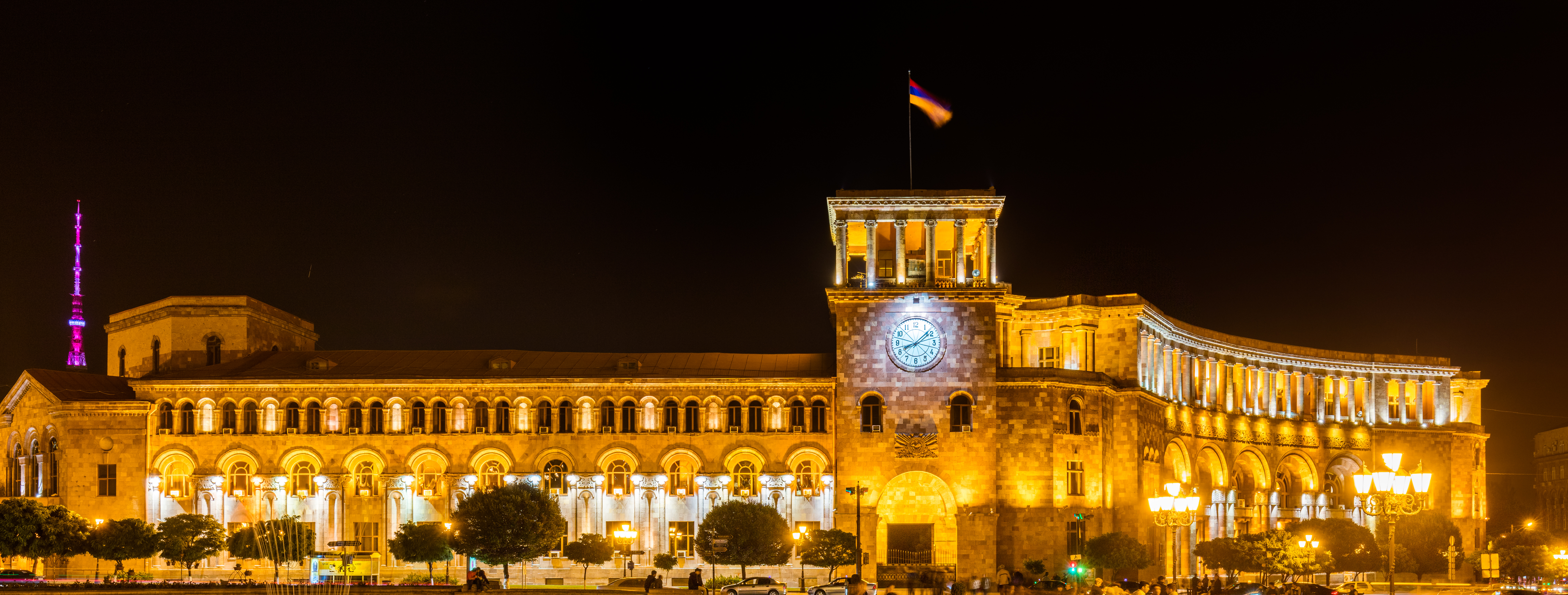
Дом правительства на площади республики

Значительных успехов достигла армянская архитектура. Исключительную роль в развитии армянской архитектуры, разработке генерального плана застройки столицы республики — Еревана, создании крупных архитектурных ансамблей сыграл выдающийся архитектор академик Александр Таманян. По его проекту были сооружены многие замечательные здания, в том числе театр оперы и балета и Дом правительства в Ереване.
Большую работу по исследованию истории многовековой армянской архитектуры выполнил выдающийся историк архитектуры Торос Тораманян.